# Termes (Aude)
Termes en francés, en occitano Termas, es una pequeña localidad y comuna francesa, situada en el departamento francés del Aude y la región de Languedoc-Roussillon, en las orillas del río Orbieu. 

Sus habitantes reciben el gentilicio de Termois.

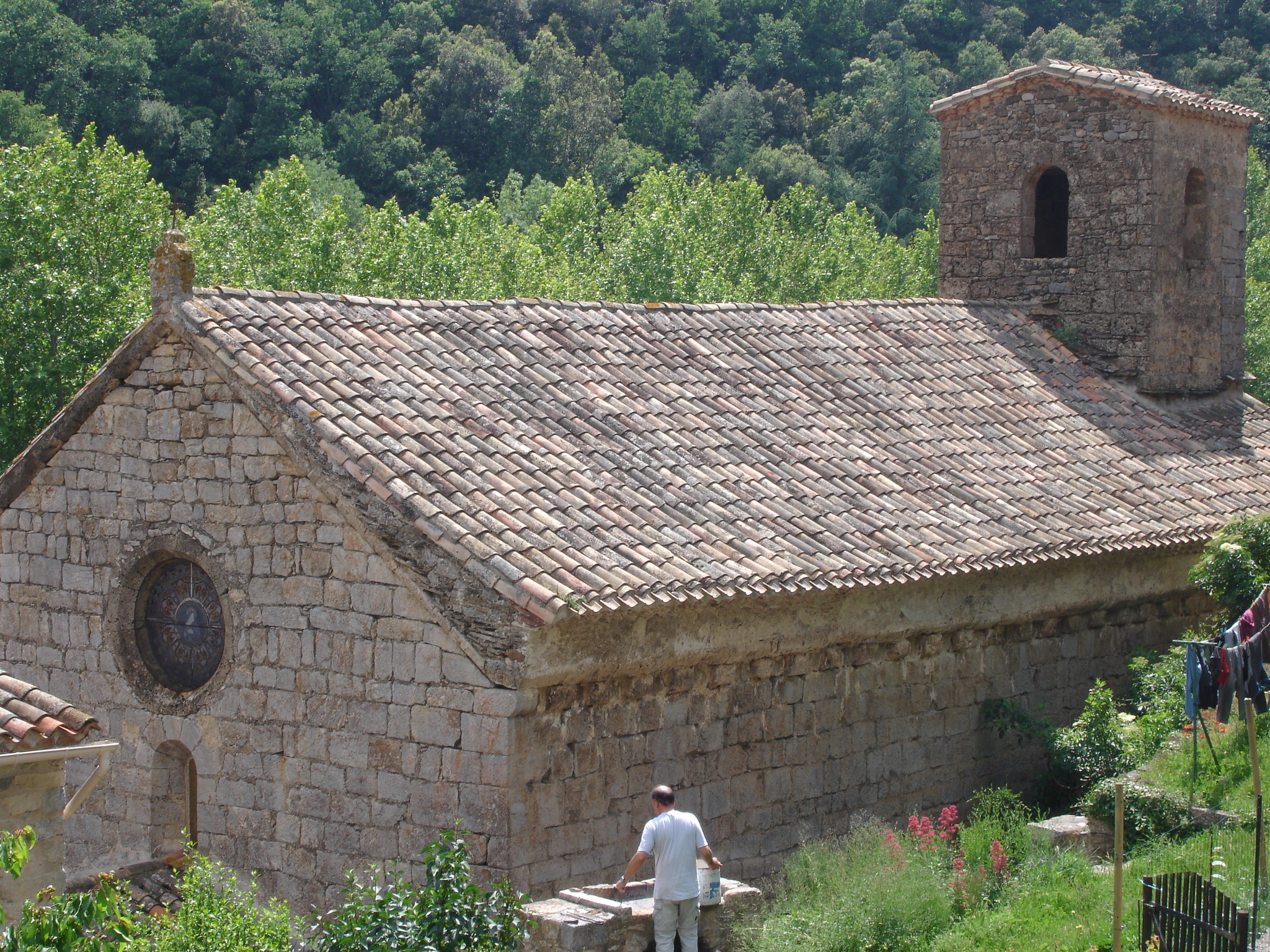
Iglesia románica de Termes.

## Lugares de interés
- Castillo de Termes, castillo medieval considerado de los llamados castillos cátaros.
- Iglesia románica del siglo XIII.